# University of the Arctic
University of the Arctic (UArctic) är ett internationellt samarbetsorgan för den arktiska regionen, bestående av universitet, högskolor, forskningsinstitut och andra organisationer med intresse för att sprida forskning och utbildning i regionen.

## Medlemsorganisationer
Se också: Lista över medlemmar av University of the Arctic
År 2023 hade UArctic 185 medlemsorganisationer, varav merparten är lärosäten inom den arktiska regionen. Flest kommer från Ryssland, 55 stycken, följt av 43 från Kanada, 27 från USA, 10 från Island, 17 från Norge och 18 från Finland. Sju medverkande kommer från Sverige: Abisko naturvetenskapliga station, Luleå tekniska universitet, Lunds universitet, Mittuniversitetet, Samernas utbildningscentrum, Stockholms universitet och Umeå universitet.

## Historia

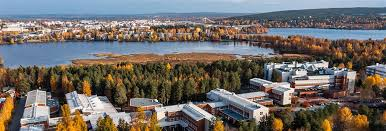
Det internationella sekretariatet vid Lapplands Universitet i Rovaniemi, Finland

UArctic grundades år 2001 med stöd av Arktiska rådet, och med utgångspunkt i Rovaniemi-initiativet – The Arctic Environmental Protection Strategy (AEPS) – för övervakning, utvärdering, skydd, förebyggande arbete och bevarande av det arktiska området. Strategin antogs i juni 1991 av Danmark, Finland, Island, Kanada, Norge, Ryssland, Sverige och USA. Tre urfolksdelegationer – Samerådet, Inuit Circumpolar Council och den ryska organisationen för urfolksminoriteter i Sibirien och norra Ryssland – som medverkat till bildandet blev också permanenta medlemmar. AEPS gick 1996 upp i Arktiska rådet.
Sedan 2002 har UArctic observatörsstatus i Arktiska rådet.

### Landskontor
- 2003 etablerades Arctic Undergraduate Office vid University of Saskatchewan i Kanada, för att koordinera studier på grundutbildningsnivå.
- 2004 invigdes UArctic north2north Mobility Office vid Finnmarks högskola i Norge (numera en del av Universitetet i Tromsø (UIT) – Norges arktiska universitet.
- 2005 bildades Thematic Coordination Office vid Thuleinstitutet vid Uleåborgs universitet, Finland.
- 2006 etablerades UArctic Russian Information Center vid Sachauniversitet i Jakutsk, Ryssland.
- 2010 UArctic Research Office invigs vid det Nordliga (arktiska) universitetet i Archangelsk, Ryssland.

## Organisation
University of the Arctic leds av en styrelse bestående av nio ledamöter, samt studeranderepresentanter. Svensk ledamot sedan hösten 2016 är historikern Peter Sköld, då föreståndare för Arktiskt centrum vid Umeå universitet (Arcum) . Från 2017 är Sköld ordförande i styrelsen för UArctic. Vid sidan av styrelsen finns även ett råd – Toyon – med fem medlemmar. Dagliga frågor hanteras av en ledningsgrupp, som sedan 2002 leds av den norske geologen Lars Kullerud, tidigare i ledningen för polarforskningscentret GRID-Arendal.

## Program för utbildning och forskning
Vid UArctics lärosäten ges programmet i Arktiska studier på grundnivå. Utbytesprogrammet north2north ska ge möjlighet för studenter vid medlemsinstitutioner att studera vid andra arktiska lärosäten. Programmet GoNorth är ett Erasmus Mundus-projekt som ger möjlighet för studenter från sydligare länder att studera i norr. UArctic Field School består av kortare kurser för forskarstuderande. Programmet northTREX är ett utbytesprogram för lärare. Northern Research Forum verkar för diskussioner och kunskapsutbyten mellan forskare.